# To Have and to Hold (film 1916)
To Have and to Hold è un film muto del 1916 diretto da George Melford. La protagonista Mae Murray, una delle star delle scene musicali di Broadway, vi fece il suo esordio cinematografico.
Tratto dall'omonimo romanzo di Mary Johnston, il film venne rifatto nel 1922 con lo stesso titolo, To Have and to Hold, interpretato da Betty Compson.

## Trama
In Inghilterra, Lady Jocelyn Leigh, per evitare il matrimonio con Lord Carnal, un nobile dissipato, si unisce a una spedizione di spose destinate alle colonie americane. In Virginia, accetta di sposare - pur non amandolo - il capitano Ralph Percy, un proprietario terriero. Carnal, sulle sue tracce, giunge nel Nuovo Mondo, e ordina di imprigionare i due che, però, riescono a fuggire sull'imbarcazione di Percy.
Giunti su un'isola, Percy riesce a diventare il capo di un equipaggio di pirati. Carnal incita questi all'ammutinamento contro il nuovo capitano e Percy sta quasi per essere ucciso ma si salva quando viene attaccata una nave con a bordo il governatore della Virginia. Percy e i suoi sventano l'attacco e Carnal, perso l'appoggio del re, finisce per uccidersi. Lady Jocelyn, rendendosi conto di amare il marito, inizia con lui una nuova vita.

## Produzione
Il film fu prodotto dalla Jesse L. Lasky Feature Play Company.

### Soggetto
Il romanzo della Johnson, che era stato dato alle stampe a Boston nel 1900, era stato adattato per il teatro da E. F. Boddington e presentato a New York il 4 marzo 1901.

## Distribuzione
Il copyright del film, richiesto dalla Jesse L. Lasky Feature Play Co., fu registrato il 2 marzo 1916 con il numero LU7747.
Distribuito dalla Paramount Pictures, il film uscì nelle sale cinematografiche statunitensi il 5 marzo 1916.
Non si conoscono copie ancora esistenti della pellicola che viene considerata presumibilmente perduta.